# IC 1918
IC 1918 ist eine kompakte Galaxie vom Hubble-Typ S? im Sternbild Stier auf der Ekliptik. Sie ist schätzungsweise 414 Mio. Lichtjahre von der Milchstraße entfernt und hat einen Durchmesser von etwa 50.000 Lj.
Im selben Himmelsareal befinden sich u. a. die Galaxien IC 322 und IC 1930.
Das Objekt wurde am 22. Dezember 1898 von Stéphane Javelle entdeckt.